# Collegio uninominale Emilia-Romagna - 06 (Camera dei deputati 2017)
Il collegio elettorale uninominale Emilia-Romagna - 06 è stato un collegio elettorale uninominale della Repubblica italiana per l'elezione della Camera dei deputati tra il 2017 ed il 2022.

## Territorio
Come previsto dalla legge elettorale italiana del 2017, il collegio era stato definito tramite decreto legislativo all'interno della circoscrizione Emilia-Romagna.
Era formato dalla maggior parte del territorio del comune di Bologna (quartieri Bolognina, Colli, Corticella, Galvani, Irnerio, Malpighi, Marconi, Mazzini, Murri, San Donato, San Ruffillo e San Vitale).
Il collegio era parte del collegio plurinominale Emilia-Romagna - 03.

## Eletti
| Elezione | Elezione | Deputato        | Partito             |
| -------- | -------- | --------------- | ------------------- |
|          | 2018     | Andrea De Maria | Partito Democratico |

## Dati elettorali

### XVIII legislatura
Come previsto dalla legge elettorale, 232 deputati erano eletti con sistema a maggioranza relativa in altrettanti collegi uninominali a turno unico.
| Candidati              | Candidati                 | Voti    | %     | Liste                           | Voti    | %     |
| ---------------------- | ------------------------- | ------- | ----- | ------------------------------- | ------- | ----- |
|                        | Andrea De Maria ✔️ Eletto | 54 713  | 37,22 | Partito Democratico             | 41 708  | 28,38 |
| +Europa                | Andrea De Maria ✔️ Eletto | 54 713  | 37,22 | 9 609                           | 6,54    |       |
| Italia Europa Insieme  | Andrea De Maria ✔️ Eletto | 54 713  | 37,22 | 2 222                           | 1,51    |       |
| Civica Popolare        | Andrea De Maria ✔️ Eletto | 54 713  | 37,22 | 1 174                           | 0,80    |       |
|                        | Paola Scarano             | 40 039  | 27,24 | Lega                            | 19 319  | 13,14 |
| Forza Italia           | Paola Scarano             | 40 039  | 27,24 | 14 592                          | 9,93    |       |
| Fratelli d'Italia      | Paola Scarano             | 40 039  | 27,24 | 5 377                           | 3,66    |       |
| Noi con l'Italia - UDC | Paola Scarano             | 40 039  | 27,24 | 751                             | 0,51    |       |
|                        | Alessandra Carbonaro      | 31 636  | 21,52 | Movimento 5 Stelle              | 31 636  | 21,52 |
|                        | Anna Falcone              | 12 746  | 8,67  | Liberi e Uguali                 | 12 746  | 8,67  |
|                        | Olawale Oladejo           | 4 183   | 2,85  | Potere al Popolo!               | 4 183   | 2,85  |
|                        | Michele Cirinesi          | 958     | 0,65  | Partito Comunista               | 958     | 0,65  |
|                        | Filippo Berselli          | 834     | 0,57  | CasaPound                       | 834     | 0,57  |
|                        | Giuseppe Spaccapaniccia   | 766     | 0,52  | Il Popolo della Famiglia        | 766     | 0,52  |
|                        | Luca Baschieri            | 478     | 0,33  | Italia agli Italiani            | 478     | 0,33  |
|                        | Domenico Minadeo          | 354     | 0,24  | Per una Sinistra Rivoluzionaria | 354     | 0,24  |
|                        | Daniela Memmo             | 281     | 0,19  | PRI - ALA                       | 281     | 0,19  |
| Totale                 | Totale                    | 146 988 | 100   |                                 | 146 988 | 100   |
|                        |                           |         |       |                                 |         |       |
| Voti non validi        | Voti non validi           | 3 615   | 2,40  |                                 |         |       |
| Votanti                | Votanti                   | 150 603 | 75,92 |                                 |         |       |
| Elettori               | Elettori                  | 198 379 |       |                                 |         |       |